# Avukaya
Avukaya (även avokaya) är en etnisk grupp huvudsakligen bosatt i regnskogsområden i Equatoria i Sydsudan och Kongo-Kinshasa. De talar ett centralsudanesiskt språk, avukaya, som är släkt med språk talade av de kulturellt närstående folken kaliko, madi, moru och lugbara. Det finns omkring 65 000 talare av avukaya.